# Mickaël Marsiglia
Mickaël Marsiglia est un footballeur français né le 25 décembre 1975 à La Ciotat. Il est milieu de terrain défensif. 
Mickaël Marsiglia a joué 4 matchs en Coupe Intertoto, 102 matchs en Ligue 1 et 17 matchs en Ligue 2.

## Palmarès joueur
| - AS Cannes - Coupe Gambardella - Vainqueur : 1995 | - Hapoël Petah-Tikva - Coupe de la Ligue (Leumit) - Vainqueur : 2007 |  |

## Palmarès entraineur
| - AS Cannes - Division d'Honneur - Champion : 2017 |